# Carte d'électeur
Pour les articles homonymes, voir carte électorale.

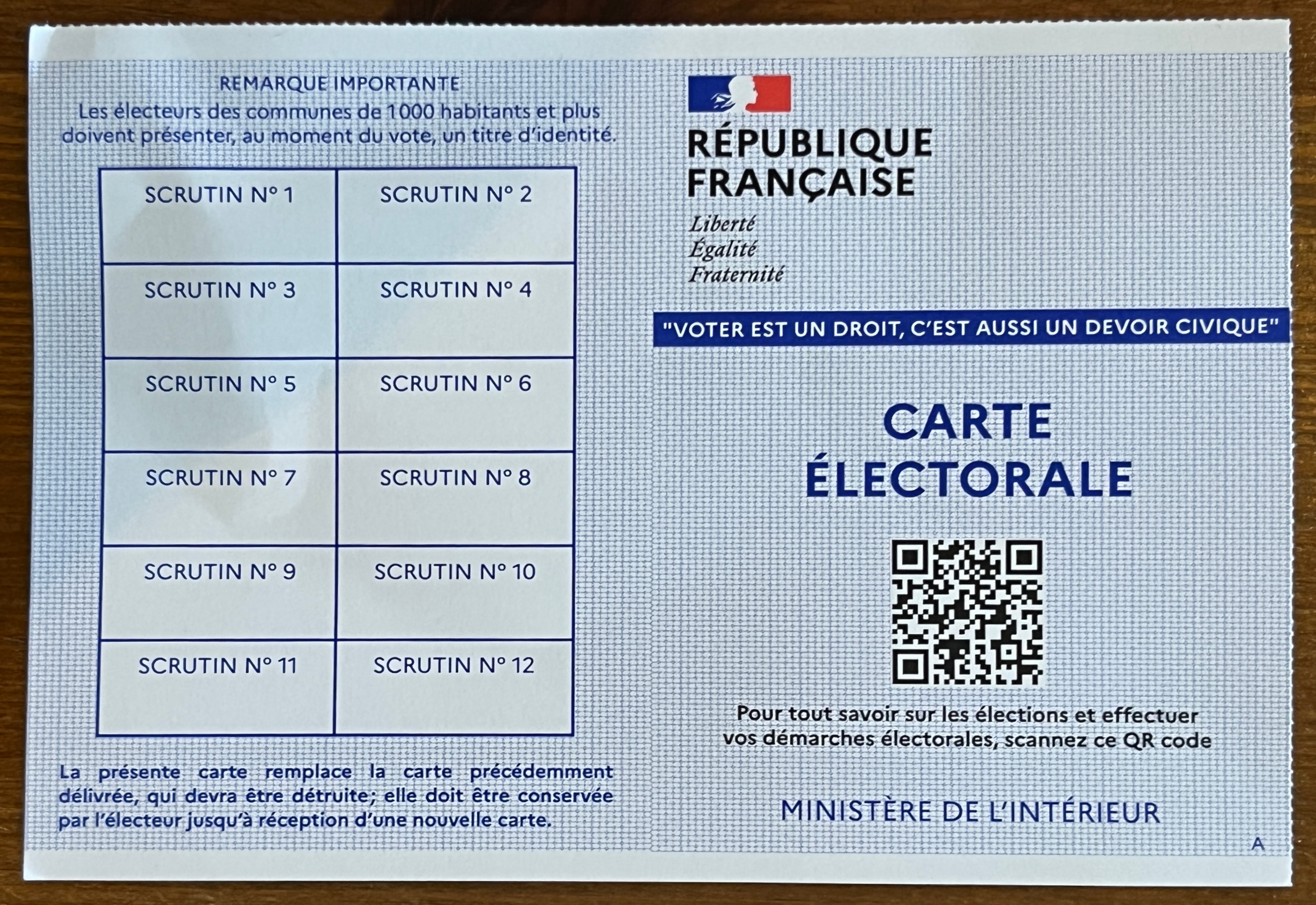
Carte électorale française de 2022, recto.

Une carte d'électeur, carte électorale ou carte de vote en Suisse, est une carte utilisée dans le cadre d'un vote ou de votation. Elle peut être demandée à des fins de vérification lors d'un vote traditionnel avec des bulletins en papier ou lors d'un vote électronique.

## Au Canada
Au Canada, il n'existe pas de carte d'électeur, tant pour les élections fédérales que les élections provinciales. La règle électorale actuelle est de traiter la carte d'assurance maladie provinciale et le permis de conduire provincial comme des pièces d'identité valides pour s'identifier lors d'un vote. Les personnes qui ont ni l'un ni l'autre de ces documents peuvent présenter deux pièces à partir d'une liste fournie par Élections Canada. Selon Élections Canada, une troisième option qui s'offre à une personne sans aucune pièce d'identité est de voter en établissant « [son] identité et [son] adresse par écrit et demande[r] à une personne d'être [son] répondant ».

## En République démocratique du Congo
les personnes en âge de voter obtiennent la carte d'électeur chaque après cinq ans avant les élections.
nul ne peut voter sans sa carte d'électeur.

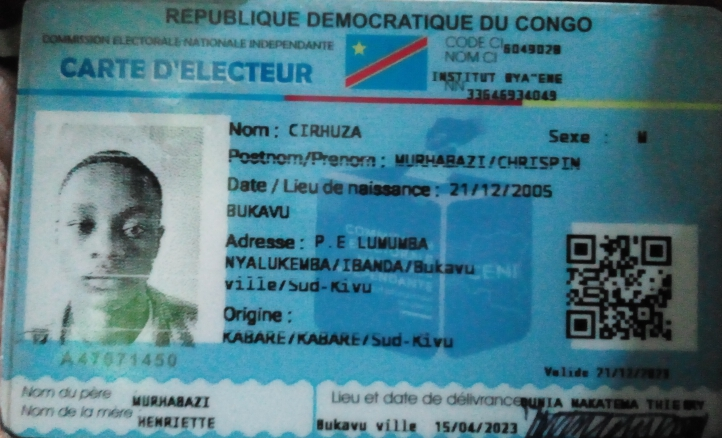
carte d'électeur en République démocratique du Congo aux enrôlements de 2023

## En Belgique
En Belgique, il n'existe pas de carte d'électeur. La présentation obligatoire de la carte d'identité et de la convocation électorale aux assesseurs du bureau de vote permet de voter.

## En France

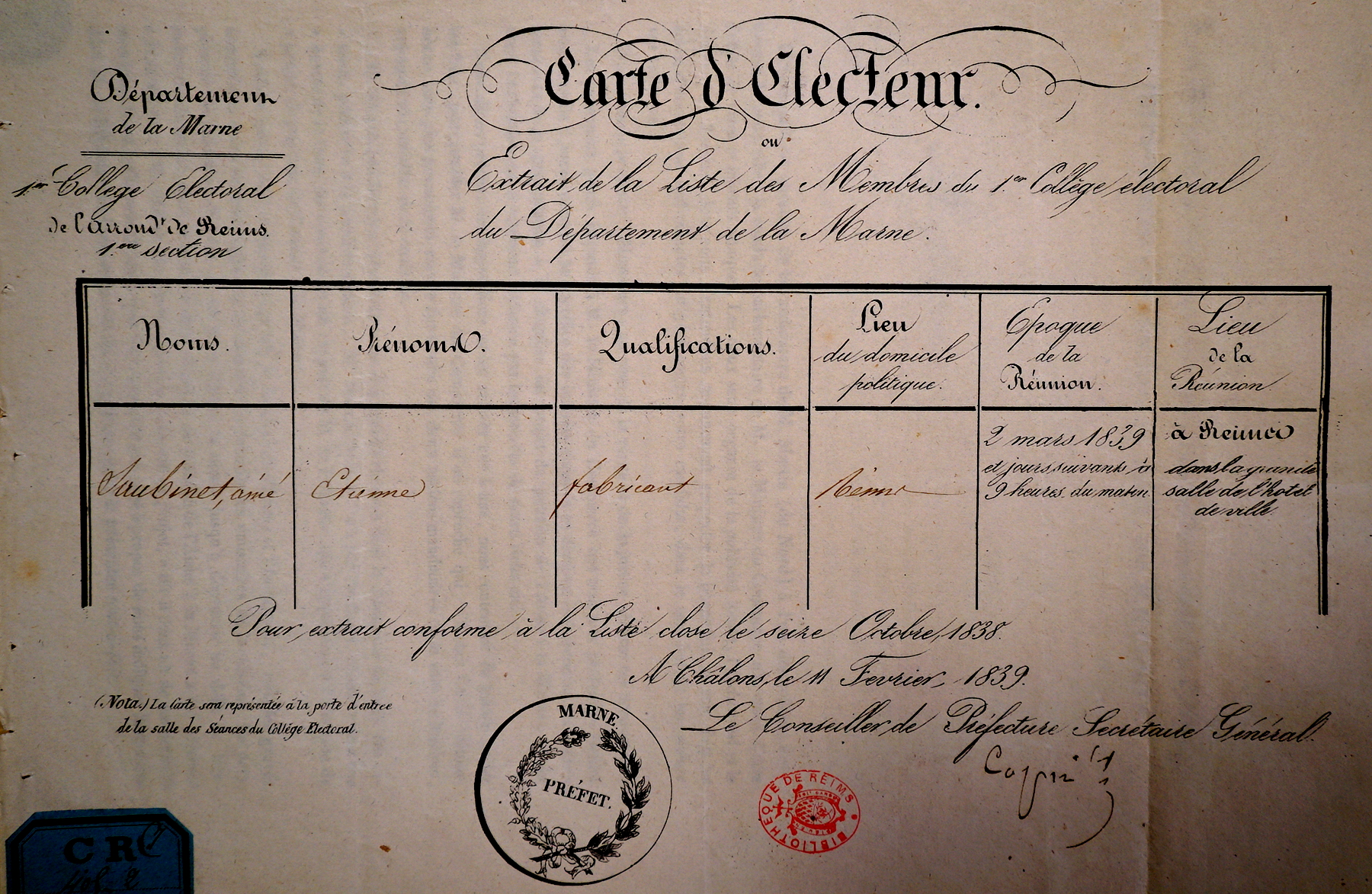
Exemple de carte de 1839.

En France, la carte électorale certifie l'inscription d'un électeur sur les listes électorales. Sa présentation lors d'un vote facilite le travail du personnel du bureau de vote.
Toutefois cette présentation est facultative ; une pièce d'identité suffit pour voter, et est exigée dans les communes de plus de 1 000 habitants.
Depuis 2022, la carte électorale possède un code QR renvoyant sur le site du ministère de l'Intérieur dédié aux élections.
La carte électorale pourrait être remplacée à terme par une solution d'identité numérique à la suite de la généralisation de la carte nationale d'identité électronique, prévue pour 2026/2030.

### Dénomination

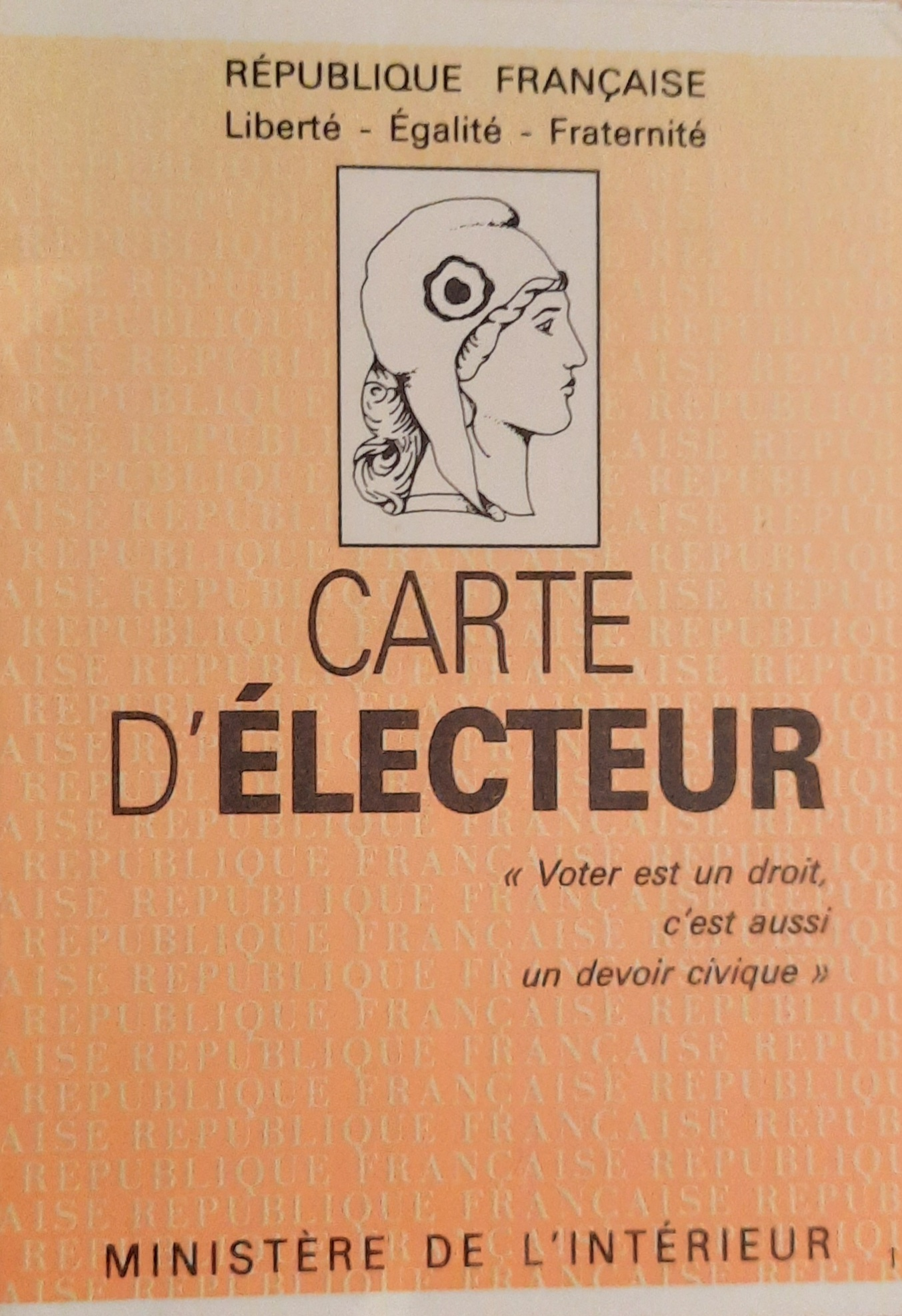
La carte d'électeur telle qu'elle était en 1993

Jusqu'en 1993, la carte certifiant l'inscription d'un électeur sur les listes électorales s'intitulait « carte d'électeur ». À partir des élections européennes du 12 juin 1994, elle s'est intitulée « carte électorale », certaines représentantes de mouvements féministes ayant demandé une « carte d'électrice » pour les femmes et l'administration ayant préféré ce compromis, moins onéreux que deux cartes distinctes, plutôt que de conserver la seule « carte d'électeur », ainsi que le recommandait l'Académie française,. Appelé à se prononcer devant le Sénat en 2001 sur l'usage du terme « carte électorale », le ministère de l'Intérieur a répondu que « Cette terminologie n'a jamais été source de confusion avec la notion de carte géographique des circonscriptions électorales, ni dans l'esprit du législateur, ni dans l'esprit des électeurs. »
Dans son acception d'origine et son emploi courant, une carte électorale désigne la représentation de résultats électoraux, sur une base géographique donnée.

## En Suisse
En Suisse, l'administration cantonale organise et gère les votes, qu'ils soient cantonaux ou fédéraux (nationaux). Chaque canton envoie avant chaque scrutin, avec les bulletins de vote et la propagande électorale, une carte de vote par la poste. Le design de cette carte est propre à chaque canton suisse. Le bureau de vote y figure normalement et, pour les cantons offrant le vote électronique, la carte contient également les codes internet ainsi que les champs appropriés afin de voter par correspondance postale.

## En Tunisie
En Tunisie, le ministère de l'intérieur organise et gère les votes de 1959 jusqu'à 2009 en présentant la carte d'électeur et la carte nationale d'identité. Mais à la suite de la révolution tunisienne de 2011, l'instance supérieure indépendante pour les élections est chargée de la gestion des élections et des référendums, de leur organisation et de leur supervision dans leurs différentes phases. À partir de cette date, la carte d'électeur n'est plus utilisée.

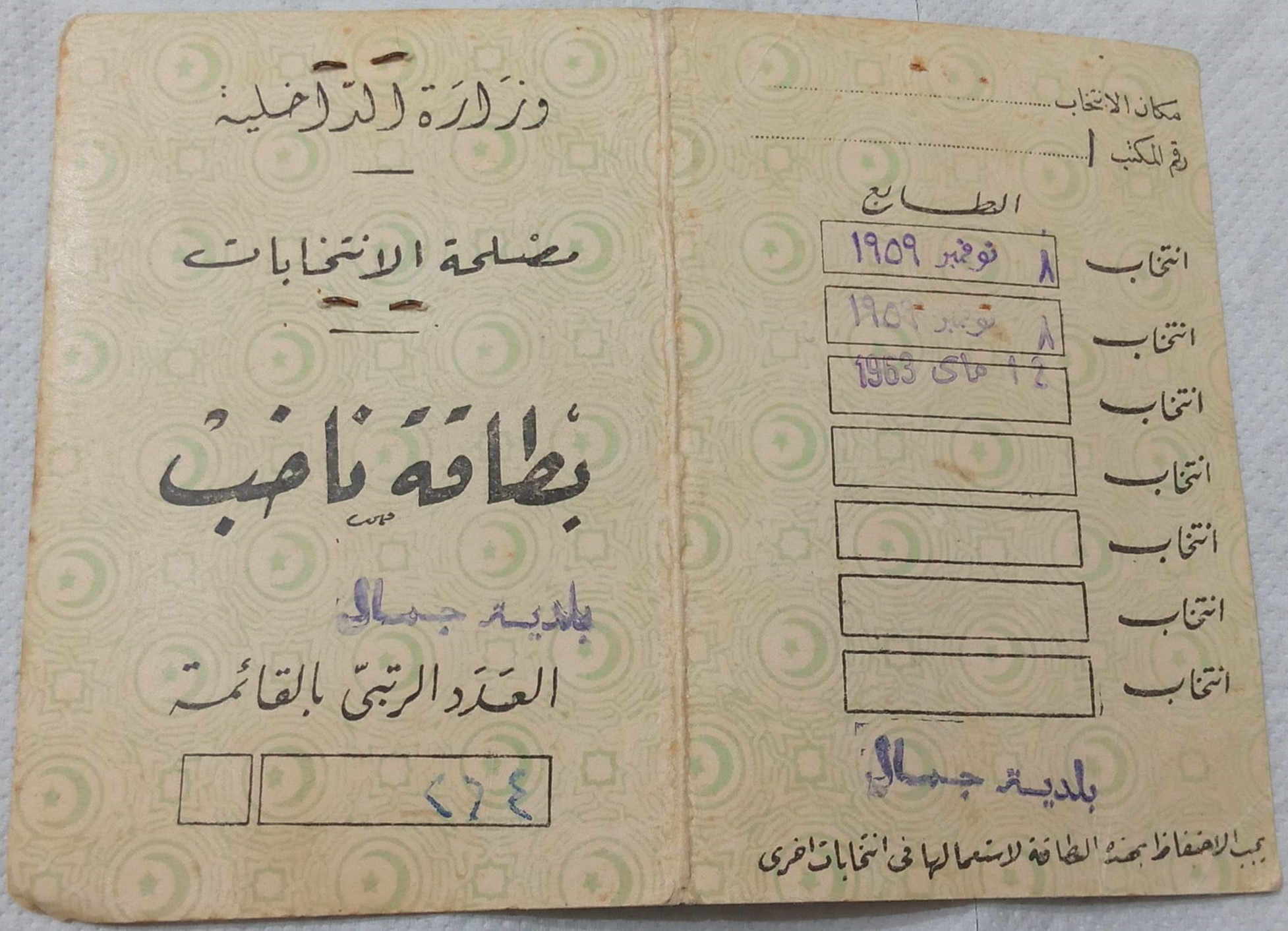
Carte d'électeur tunisienne après l'indépendance (verso)
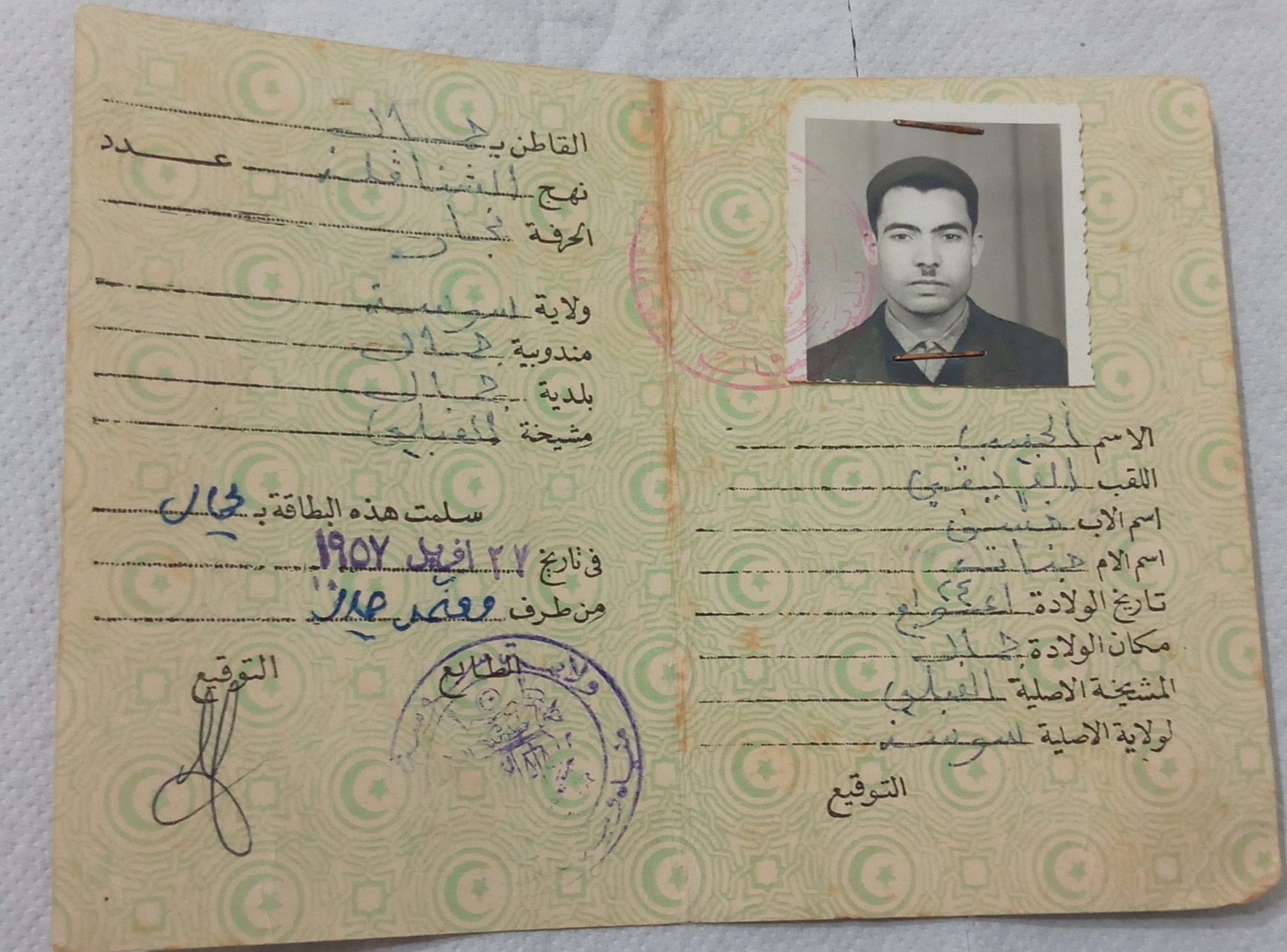
Carte d'électeur tunisienne après l'indépendance (recto)